# 昂布里讷
昂布里讷（法語：Ambrines，法語發音：[ɑ̃bʁin]）是法国上法蘭西大區加来海峡省的一个市镇，属于阿拉斯区。

## 地理
昂布里讷（50°18'38"N, 2°28'7"E）面积4.68 平方千米，位于法国上法蘭西大區加来海峡省，该省份为法国北部沿海省份，西北濒北海，南至索姆省，东临北部省。
与昂布里讷接壤的市镇（或旧市镇、城区）包括：佩南、利涅勒伊、迈济耶尔、萨尔勒布瓦、维莱西尔西蒙、德尼耶、日旺希勒诺布勒。

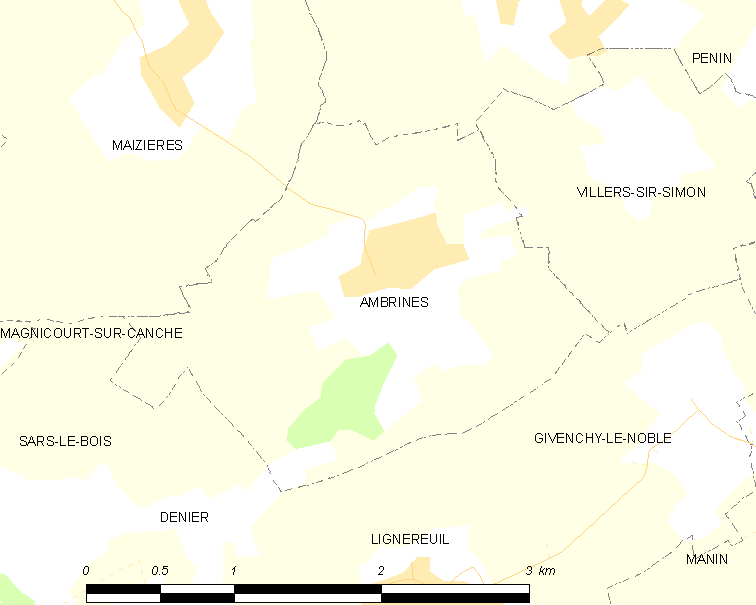
昂布里讷的OSM定位图

昂布里讷的时区为UTC+01:00、UTC+02:00（夏令时）。

## 行政
昂布里讷的邮政编码为62127，INSEE市镇编码为62027。

## 政治
昂布里讷所属的省级选区为阿韦讷勒孔特县。

## 人口

1962-2008年间昂布里讷人口变化图示

昂布里讷于2022年1月1日时的人口数量为212人。